# Schartenkopf (Ammergauer Alpen)
Der Schartenkopf ist ein 1379 m ü. NHN hoher felsiger Gipfel im Höllsteinkamm in den Ammergauer Alpen. Westlich im Kamm folgt der Höllstein.
Der felsige höchste Punkt ist nur weglos erreichbar.